# Шахматы (мюзикл)
«Ша́хматы» (англ. Chess) — мюзикл, созданный в 1984 году. Музыка была написана бывшими членами шведской поп-группы ABBA Бьорном Ульвеусом и Бенни Андерссоном, автором текста стал Тим Райс, создавший такие мюзиклы, как «Иисус Христос — суперзвезда», «Эвита» и «Король Лев». В 2006 году «Шахматы» заняли седьмую строчку чарта британской BBC «Важнейшие мюзиклы».

## Повествование
Мюзикл повествует о поединке двух шахматистов: русского (Анатолия Сергиевского) и американского (Фредерика Трампера). Американский персонаж основан на эксцентричном чемпионе мира по шахматам Бобби Фишере (1972—1975), а русский — на его сопернике в матче за звание чемпиона 1972 года Борисе Спасском, и участниках первенств 1978 и 1981 (в Мерано, Италия) годов Анатолии Карпове и эмигрировавшем из СССР Викторе Корчном.
Мюзикл называют метафорой «холодной войны», с намёком на то, что «холодная война» сама по себе являлась манипулятивной игрой. На фоне сюжета о любви и ревности он высмеивает напряженность и враждебность международной политической атмосферы начала 1980-х годов.
Тим Райс в 1981 году был на матче на первенство мира в Италии, в Мерано. Тогда я сражался с Корчным, и вот его впечатления легли в основу мюзикла «Chess».Анатолий Карпов
Сюжет мюзикла: во времена холодной войны проводится чемпионат мира по шахматам. Чемпион мира американец Трампер и претендент, чемпион СССР Сергиевский сражаются за титул. Флоренс, подруга и секундант американца, уставшая от того, как обращается с ней её возлюбленный, уходит от него. Анатолий стремится вырваться из-под вечного контроля чересчур бдительного сотрудника КГБ Молокова, приставленного наблюдать за ним. Победив и став чемпионом, Анатолий сбегает на Запад — с ним уезжает и Флоренс, с которой у нового чемпиона мира роман. Однако влюбленным недолго суждено быть вместе…

## О мюзикле
Ещё во времена карибского кризиса 1962 года британский драматург Тим Райс задумал создание мюзикла, посвященного противостоянию СССР и США. Десять лет спустя, наблюдая за шахматным первенством, он решил ввести его в сюжет будущей постановки. Ещё через несколько лет Райс, наконец, предложил идею своему постоянному соавтору, композитору Эндрю Ллойду Уэбберу, но тот был слишком занят работой над мюзиклом «Кошки». В поиске авторов, Райс связывается с рядом композиторов, в том числе и музыкантами ABBA Бенни Андерссоном и Бьорном Ульвеусом, которые давно мечтали создать более масштабное музыкальное произведение, отличающееся от простого альбома популярной музыки. Они охотно согласились на предложение Тима Райса написать музыку на уже придуманный им сюжет. В поисках вдохновения Райс едет в Мерано на шахматный поединок между Анатолием Карповым и Виктором Корчным и приглашает Карпова посетить его мюзиклы «Эвита» и «Blondel» в Лондоне, где обстоятельно беседует с ним.
В конце января 1983 года Бьорн, Бенни и Тим приехали в Москву, чтобы познакомиться с советской атмосферой. За три дня в столице они побывали в Большом театре, посмотрев балет «Щелкунчик», прогулялись по Красной площади, а также посетили один из концертов Аллы Пугачёвой, проходивший в концертном зале Олимпийской деревни. Познакомившись с известной советской певицей, после недолгих размышлений авторы будущего произведения предложили ей исполнить роль жены русского шахматиста, однако этому не суждено было сбыться. Советское правительство тех лет не дало бы Алле разрешения на длительный выезд за пределы СССР, требуемый для репетиции мюзикла, которая составляла собой 11 месяцев в общей сложности.
Работа над созданием студийного двойного альбома поп-оперы «Шахматы» заняла почти год. 1 ноября 1983 года в студии Polar в Стокгольме состоялся первый сеанс записи. Окончательное сведение студийной записи было завершено 28 сентября 1984 года. В этом проекте приняли участие музыканты ранее записывавшиеся с группой ABBA: бас гитарист Рутгер Гуннарссон, гитарист Лассе Велландер, и молодой барабанщик Пер Линдвалль.
Запись лондонского симфонического оркестра проходила в Лондоне. Аранжировщиком, и дирижёром выступил молодой швед Андерс Эльяс, участвующий ранее в гастролях ABBA клавишником, и делавшим для некоторых песен группы аранжировки. Ни Бьёрн, ни Бенни так и не потрудились освоить нотную грамоту. По их признанию, работа над «Шахматами» доставила им несравнимо большее удовольствие и интерес, нежели работа над каким либо из альбомов группы ABBA ранее. Музыка и исполнение поп-оперы по своим масштабам, по своему размаху, по эмоциональному накалу разительно отличалась от всего того, что ранее сочиняли Бенни Андерссон и Бьёрн Ульвеус. В двойном оригинальном альбоме роль американца исполнил Мюррей Хэд, советского гроссмейстера — швед Томми Чёрберг, его возлюбленной Флоренс — Элейн Пейдж, а Барбара Диксон сыграла жену русского Светлану. Два сингла из мюзикла — «Одна ночь в Бангкоке» (One Night In Bangkok) и «Я так хорошо его знаю» (I Know Him So Well) — возглавили английский и американский хит-парады. Двойной альбом был продан в общей сложности двухмиллионным тиражом. «Шахматы» продемонстрировали всем, что Тим Райс способен создавать удачные произведения и без Эндрю Ллойда Уэббера: во многих странах альбом с записью «Шахмат» расходился гораздо лучше, чем запись «Призрака Оперы» Ллойда Уэббера, вышедшая в те же годы.
В поддержку двойной грампластинки «Шахматы», поступившей в продажу 29 октября 1984 года, в пяти европейских столицах состоялись концерты «Chess in Concert». Концертный тур стартовал в Лондоне 27 октября, продолжился в Париже 28 октября, 29 в Амстердаме, 30 октября в Гамбурге и завершился 1 ноября в Стокгольме. Это не был спектакль с декорациями и хореографией. Выглядело это как концерт симфонического оркестра, где по очереди на сцену выходили главные действующие лица поп-оперы, исполняя свои партии. Главные роли в сопровождении Лондонского симфонического оркестра спели те же артисты, что записывались в альбоме. 1 ноября в Стокгольме симфоническое представление прошло в зале имени шведского композитора Франца Бервальда «Berwaldhallen», где случился непредвиденный казус. Исполнительница роли Светланы Барбара Диксон в финале не вышла на сцену, и в момент, когда она должна была вступить, возникло секундное замешательство. Положение спасла шведская певица Карин Гленмарк, поющая вторым голосом. На счастье, она выучила всю партию Светланы заранее, тем самым исполнив всю арию вместо Барбары Диксон. Зал разразился овацией по окончании исполнения, а один из авторов Бенни Андерссон лично приветствовал героиню, не устояв на своём штатном месте на сцене. Это представление было снято, и показано шведским телевидением.
8 ноября 1984 года 2 канал шведского телевидения показал документальный фильм о создании двойного альбома «Шахматы». Автор фильма, известный шведский журналист Якоб Далин, на протяжении всей работы над поп-оперой беседует с его создателями. Съёмки проходили как в Швеции, так и в Англии. Помимо интервью с авторами Тимом, Бьёрном и Бенни в фильме мы видим фрагменты записей в студии главных действующих героев произведения. Впервые этот фильм был издан официально в 2014 году в специальном подарочном издании альбома «Шахматы», состоящем из двух компакт дисков и добавочном DVD. На видео диске помимо фильма «Magasinet special: Chess» продолжительностью 50 минут есть официальные видеоклипы нескольких сцен поп-оперы.
Режиссёр первой сценической постановки 1986 года в Лондоне — Майкл Беннет («A Chorus Line») начал работу, но затем отказался — он умирал от СПИДа. За три месяца до премьеры шоу осталось без режиссёра. За постановку взялся Тревор Нанн, в то время художественный руководитель Королевской Шекспировской Компании, ныне — один из ведущих британских режиссёров. Нанн сократил использование техники и хореографии в спектакле, но и оставшаяся техника постоянно давала сбои. Несмотря на все проблемы, премьера состоялась 14 мая 1986 в театре Принца Эдварда. Тревору Нанну удалось невероятное — не только спасти оказавшуюся под угрозой гибели постановку, но и превратить её в потрясающее шоу. Трое главных солистов, исполнивших партии «Шахмат» на оригинальной записи (Мюррей Хэд, Элейн Пейдж и Томми Чёрберг), повторили свои роли на сцене. Для Томми Чёрберга это было первое выступление за границей. Накануне генеральной репетиции от перенапряжения он упал в обморок и был отправлен в больницу. Однако смог взять себя в руки и блестяще сыграл на премьере.
Лондонская постановка представляла собой красивое, яркое, технически сложное шоу с бюджетом, превышающим 4 млн фунтов стерлингов. Шестьдесят четыре телевизионных монитора, которые в каждый момент времени могли передавать от одной до 64 картинок, — заслуга дизайнера Робина Вагнера. Вращающаяся сцена и сложное освещение, выполненное одним из лучших современных театральных дизайнеров света Дэвидом Херси, дополняли картину. Представление в Лондоне продлилось в общей сложности почти три года. 8 апреля 1989 года оно закрылось.
Для американской аудитории мюзикл был значительно переработан как по сюжету, так и по музыке. Было создано пять новых композиций, в основном расширивших музыкальные темы других треков, а одиннадцать британских арий были исключены. Новые тексты к ряду песен написал драматург Ричард Нельсон, разговорный текст был расширен от 2-3 минут в Лондоне до трети всего спектакля. Показ шоу на Бродвее прошёл с 11 апреля по 25 июня 1988 года и получил ряд номинаций на крупные музыкальные премии, однако был закрыт из-за снижения заинтересованности аудитории в билетах наиболее дорогих категорий. Ещё одна изменённая версия мюзикла прозвучала в Австралии в 1990—1991 годах.

Опера попала под запрет в Советском Союзе почти сразу с момента выхода. Уже в 1984 году Главлит тайно изымал пластинки с этой музыкой, приходящие по почте из-за рубежа советским гражданам, как указано в Справке о работе цензорского пункта на Ленинградском почтамте в 1984 году. В ноябре 1986 года в газете «Комсомольская правда» вышла статья «А теперь хором» с критикой мюзикла:
Эта опера является грязной антисоветской стряпнёй, не имеющей ничего общего с популярной игрой. 
В 1987 году Сергей Минаев выпустил кавер на композицию «Ночь в Бангкоке», которая стала шлягером.
9 октября 1996 года на сцене театра им. Моссовета состоялась премьера мюзикла «Игра», основанного на музыке «Шахмат». Либретто Ярослава Кеслера представляло собой вольное изложение сюжета, посвященного Чемпионату мира по шахматам, а помимо музыки Бьорна Ульвеуса и Бенни Андерсона в нём звучали песни The Beatles, Shocking Blue и др. исполнителей. Вышедший на фоне успеха российской постановки рок-оперы «Иисус Христос — суперзвезда» мюзикл «Игра» продержался всего один сезон.
В 2001 году выпущена запись датской англоязычной постановки мюзикла, являющаяся единственной полной официальной записью версии Вест-Энда. В 2002 году в свет вышла шведскоязычная версия мюзикла «Chess på Svenska», для которой написаны два новых трека. Томми Чёрберг вернулся на сцену, чтобы вновь исполнить роль Анатолия 18 лет спустя. Видеозапись шведской постановки мюзикла является не единственной лицензионной записью его сценической версии изданной на DVD. В 2008 году представление в английском театре принца Эдварда, так же официально вышло на DVD годом позже. Мюзикл также был поставлен в Новой Зеландии, Германии, Венгрии, Южной Корее и Японии. В 2008 году концертная версия мюзикла прозвучала в лондонском Альберт-холле с участием Джоша Гробана. В 2018 году шоу повторно вернулось на лондонский Вест-Энд.
В сезоне 2020/2021 года в московском Театре МДМ стартовала первая лицензионная российская постановка «Шахмат».

## Сюжет

### Британская версия (Вест-Энд)

#### Акт 1
Президент Международной шахматной федерации размышляет о происхождении игры в шахматы, прежде чем объявить место проведения предстоящего чемпионата мира по шахматам: Мерано в Италии. Пока жители Мерано готовятся к этому событию, туда прибывает нынешний чемпион мира Фредди Трампер из США со своей любовницей, и по совместительству секундантом, Флоренс Васси (венгеркой, выросшей в Англии). Флоренс спорит с Фредди о его дерзком поведении и непростых отношениях с прессой, так как Фредди нападает на журналиста, который ставит под сомнение его отношения с Флоренс. Между тем, будущий соперник Фредди Анатолий Сергиевский, чемпион СССР, спорит со своим секундантом и агентом КГБ Молоковым. Позже, оставшись один, Анатолий цинично размышляет о том, как продать свои мечты, чтобы добиться того, что он имеет теперь.
На церемонию открытия прибывают американские и советские делегаты, каждый из которых клянётся, что их сторона победит, Президент настаивает на честной игре, а маркетологи планируют получение прибыли. Во время всё более напряжённого турнира Фредди внезапно бросает шахматную доску на пол и убегает с арены, оставляя Флоренс вести переговоры с Анатолием, Молоковым и Президентом. Флоренс удается устроить встречу между двумя игроками, предварительно обменявшись горячими словами с Молоковым. Выясняется, что Фредди устроил эту сцену в надежде получить больше денег от своего спонсора, американской медиа-компании «Global Television», хотя Уолтер, представитель самой компании, называет этот трюк нелепым. Флоренс позже ругает Фредди за это и они спорят о политике турнира. В пылу Фредди неожиданно бьёт Флоренс по больному месту, напоминая ей, что её отец пропал без вести в Венгрии во время восстания 1956 года. Оставшись одна, Флоренс даёт волю слезам и отправляется в местный трактир на примирительную встречу, которую она запланировала между Фредди и Анатолием. Однако Фредди приходит позже намеченного времени, и какое-то время Анатолий и Флоренс проводят время друг с другом; в итоге у них пробуждаются друг к другу романтические чувства. Когда приходит Фредии (выясняется, что он обсуждал новые финансовые условия с «Global Television»), то он застаёт их в объятиях друг друга.
Шахматный турнир продолжается. Однако, отвлечённый потерей любви Флоренс, Фредди начинает проигрывать партии и в итоге только один проигрыш отделяет его от потери титула чемпиона мира. Флоренс окончательно уходит от него, и Фредди размышляет о том, как его несчастное детство сделало его таким, какой он есть. Он посылает Президенту заявление об отставке, в результате чего Анатолий становится новым чемпионом мира. Анатолий немедленно бежит из СССР и просит убежища в британском посольстве. Флоренс, сопровождая Анатолия, размышляет об их романе. Тем временем Уолтер предупреждает прессу об этом скандале. Когда толпа репортеров устраивает засаду на Анатолия и спрашивает, почему он покидает свою страну, он говорит им, что никогда по-настоящему не покинет свою страну, потом что единственные для него границы — это те, что вокруг его сердца.

#### Акт 2
Через год Анатолий собирается защищать свой титул в Бангкоке. Фредди к тому моменту уже там, болтает с местными жителями и знакомится с ночной жизнью Бангкока; теперь он является официальным комментатором турнира от «Global Television». Флоренс и Анатолий беспокоятся о внезапном возвращении Фредди, а также о предстоящем приезде из СССР бывшей жены Анатолия, Светланы, что, как подозревает Анатолий, является частью плана Молокова пристыдить его и заставить вернуться в Советский Союз. Молоков тем временем обучает нового протеже, Леонида Виганда, добиться победы путём психологического воздействия на Анатолия. Одновременно Уолтер, который теперь босс Фредди, манипулирует последним (поскольку Фредди мечтает вернуть любовь Флоренс) и заставляет его смутить Анатолия в прямом эфире во время интервью.
Когда Светлана прибывает в Бангкок, то Молоков шантажирует её, чтобы она убедила Анатолия отказаться от турнира. Уолтер сообщает Флоренс, что её отец на самом деле жив, но заключён в тюрьму и будет освобождён, если она сможет убедить Анатолия проиграть. Несмотря на усилия Молокова и Уолтера, ни одна из их уловок не работает. Тогда Молоков и Уолтер объединяются, чтобы заставить Фредди убедить Анатолия в отказе, но и их попытки тоже терпят неудачу.
Светлана и Флоренс беседуют по душам, и в итоге Флоренс признаёт, что для Анатолия было бы лучше вернуться к Светлане и их детям. Анатолий тем временем получает анонимку, которая просит его прийти в храм Ват Пхо. Там он встречает Фредди, который говорит ему, что он готов оставить их конфликт позади. Решив, что он только хочет, чтобы Анатолий «был верен игре», Фредди сообщает ему о существенном недостатке в стратегии Виганда, который поможет Анатолию выиграть.
В решающей партии матча Светлана ругает Анатолия за то, что он погряз в пустой похвале толпы, а Флоренс выражает такое же раздражение по поводу того, что он отбросил свои идеалы; несмотря на это, Анатолий добивается великолепной победы над Вигандом. Позже Флоренс признаётся в своих чувствах относительно того, что ему следует вернуться к своей семье в Советский Союз. Пара размышляет о завершении своего романа. Ещё позже Уолтер приходит к Флоренс с известием, что Анатолий дезертировал обратно в СССР, а это значит, что её отец наверняка будет освобождён, но затем признаётся, что на самом деле никто не знает, жив ли тот — Уолтер затеял всё это потому, что в советском плену находятся несколько американских агентов, которых пообещали отпустить в обмен на возврат Анатолия. Флоренс даёт волю чувствам, понимая, что тоже была «пешкой» в этой игре, и в итоге говорит, что у неё, как и у Анатолия, единственные границы теперь лежат только вокруг её собственного сердца.

### Американская версия (Бродвей)

#### Акт 1
В 1956 году в Венгрии в разгар восстания революционер Грэгор Ваши рассказывает своей 4-летней дочери Флоренс историю шахмат, после чего они расстаются.
Десятилетия спустя взрослая Флоренс (с англизированой фамилией Васси) прибывает на международный шахматный турнир в Бангкоке в качестве секунданта шахматиста из США (и в то же время своего любовника) Фредди Трампера, который метит на место чемпиона мира. На пресс-конференции Фредди выходит из себя, когда Флоренс ругает репортеров за их жажду сенсаций. Действующий чемпион мира, Анатолий Сергиевский из СССР, обсуждает это со своим секундантом Молоковым. Впоследствии, в частной беседе, Анатолий цинично размышляет о том, как его карьера чемпиона мира всё это время сопровождалась пустой славой. Тем временем Флоренс начинает разочаровываться в убогом финансовом агенте Фредди, Уолтере, и жалуется Фредди, что её собственные интеллектуальные способности недооцениваются. На церемонии открытия (которую Уолтер рассматривает как возможность заработать для Фредди лишние деньги) американские и советские делегаты клянутся, что их сторона победит. Начинается первый раунд, во время которого Анатолий неожиданно начинает есть йогурт и Фредди обвиняет его в мошенничестве, после чего уходит с арены, оставив Флоренс вести переговоры с Молоковым и Анатолием, которая в конечном итоге обещает вернуть Фредди. Позже она ругается с ним, и они спорят о политике турнира до тех пор, пока Фредди злобно не бьёт её по её больному месту, напоминая о том, что Грэгор Ваши бесследно сгинул в пучине революции, подавленной СССР. Наедине с собой Флоренс приходит к выводу, что ей нужно уйти от Фредди.
Флоренс организовывает в местном ресторане примирительную встречу между Фредди и Анатолием, но Фредди вместо этого предпочитает окунуться в ночную жизнь Бангкока. Дожидаясь его, Флоренс и Анатолий начинают испытывать романтические чувства, и, когда Фредии наконец приходит, он застаёт их в объятиях друг друга. Анатолий извиняется за инцидент с йогуртом, и Фредди возвращается на турнир, но только после большой взятки. Однако, отвлечённый потерей любви Флоренс, Фредди не может сосредоточиться и заканчивает последний раунд с одной победой и пятью поражениями; ещё одно поражение — и он вылетит из турнира. В ярости он обвиняет в этом Флоренс, и та окончательно порывает с ним, после чего Фредди размышляет о своей карьере шахматиста, а Флоренс так же размышляет о своём свободном теперь статусе, в то время как Уолтер тайно устраивает Анатолию побег из СССР в США. Когда толпа репортеров устраивает засаду на Анатолия и спрашивает его об отношениях с Флоренс и о том, почему он покидает свою страну, он говорит им, что никогда по-настоящему не покинет свою страну, потому что единственные для него границы теперь те, что лежат вокруг его сердца.

#### Акт 2
Восемь недель спустя в Будапеште начинается финальный матч между Анатолием и Фредди. Флоренс в восторге от возвращения на родину, но одновременно и в отчаянии от того, что ничего не помнит о своём детстве здесь. Молоков предлагает ей помочь найти её отца. Фредди, несмотря на протесты Уолтера, уверен, что он победит. Флоренс и Анатолий не скрывают ото всех своих отношений, хотя они и омрачаются приездом в Будапешт Светланы, бывшей жены Анатолия. Одновременно Анатолий узнаёт от Молокова, что в СССР Светлана и его родственники подвергаются гонениям из-за его бегства, чтобы тем самым заставить Анатолия вернуться на родину. Из-за этого он, как и Фредди раннее, не может сосредоточиться и проигрывает серию матчей, из-за чего счёт между ним и Фредди уравнивается. Тем временем Молоков и Уолтер заинтересованы в обмене несколькими людьми между их странами и для этого налаживают некое сотрудничество между собой, в процессе которого Молоков раскрывает Уолтеру, что отец Флоренс жив и находится в Будапеште. Уолтер, в свою очередь, раскрывает это Флоренс. Под давлением от этой информации и из-за напряжения в отношениях с Анатолием Флоренс обращается за утешением к Светлане. Анатолий, узнав об отце Флоренс, снова не может сосредоточиться на предстоящем матче и поэтому Флоренс просит Фредди отсрочить матч, но он отказывается и во время интервью в прямом эфире срывается, начиная размышлять о том, что таким, какой он есть, его сделало его тяжёлое детство. Молоков приводит Флоренс к мужчине, который говорит, что он её отец Грэгор, и, хотя она его совсем не помнит, они радостно воссоединяются и решают после матча уехать в Америку.
В день решающей партии матча Анатолий является с опозданием, потому что не спал всю ночь из-за тяжких размышлений. В конечном итоге на него начинает давить тяжким грузом мысль о том, что из-за его бегства на родине страдают его близкие, а из-за их отношений с Флоренс той, скорее всего, не позволят воссоединиться с отцом, и поэтому он решает отречься от своего бегства из СССР и намеренно делает ошибку, благодаря чему Фредди выигрывает и становится новым чемпионом мира. Флоренс и Анатолий размышляют о том, что теперь их роману конец. Флоренс остаётся одна в ожидании своего отца, когда к ней подходит Уолтер, который признаётся, что тот человек был не её отцом, а настоящий Грэгор Ваши, скорее всего, мёртв. Выясняется, что Молоков заключил с Уолтером сделку, что если Анатолия удастся вернуть в СССР, то Советский Союз вернёт США захваченного американского шпиона. Сначала против Анатолия использовали Светлану, для чего и позволили той выехать в Венгрию для встречи с ним, но когда эта задумка не сработала, то решили использовать Флоренс. Ушедшая от Фредди, брошенная Анатолием и лишившаяся навсегда своего отца Флоренс в отчаянии осознаёт, что «была пешкой в чужой игре»; как и когда-то Анатолий она с грустью приходит к выводу, что единственные границы, которые теперь её окружают, это те, что лежат вокруг её сердца.

### Московская версия (2020)
Премьера состоялась 17 октября 2020 года в Театре МДМ.

#### Акт 1
События разворачиваются в начале 1980-х годов. Действие начинается в квартире советского шахматиста Анатолия Сергиевского. Гроссмейстер прощается с семьёй, собираясь на чемпионат мира по шахматам в итальянском Мерано. Его торопит Молоков — руководитель советской делегации, агент КГБ и секундант Анатолия. Перед отъездом Анатолий дарит сыну фамильные часы.
В аэропорту итальянского города Мерано, тем временем, готовятся встречать гостей турнира. Жители города, предвкушая большую игру и большие деньги от туристов, расхваливают и рекламируют его («Мерано»). Прилетает американец, действующий чемпион мира по шахматам — Фредерик (Фредди) Трампер. Его сопровождает секундант и любовница Флоренс Васси — англичанка венгерского происхождения.
По пути из аэропорта в отель Фредди узнает из газет, что симпатии болельщиков на стороне Анатолия, а его самого те считают скандалистом («Коммунистические газеты»). Флоренс просит Фредди быть сдержаннее. В отель приходят журналисты и задают Фредди колкие вопросы, но тот устраивает очередной скандал («Журналисты»). В том же отеле Молоков настраивает советского шахматиста на победу, давит на него и предполагает, что если тот соблазнит Флоренс, американец сломается и проиграет. Сергиевский отказывается от таких «грязных игр» («Разговор в отеле Мерано»). Оставшись один, Анатолий размышляет о своей жизни («Там, куда хотел попасть»).
Шахматный матч. В зале собираются делегации СССР и США, члены каждой уверены, что победит их игрок («Дипломаты»). Арбитр разъясняет правила игры и просит оставить политику вне игрового стола («Арбитр»). Перед началом игры все поют гимн шахматам («Гимн шахматам»). В середине игры Фредди вскакивает и отказывается продолжать игру, обвиняя русского в том, что он пользуется подсказками. После того как он уходит, Молоков, Флоренс, арбитр и Сергиевский спорят, пытаясь возложить друг на друга вину в срыве игры («Квартет „Образец этикета“»). Арбитр дает сутки, чтобы игроки вернулись к матчу. Флоренс договаривается с Анатолием, что Фредди встретится с ним в таверне для обсуждения условий продолжения матча.
В отеле Флоренс обвиняет Фредди в чрезмерной экспрессивности и просит прийти на встречу с Анатолием. В ответ Фредди упрекает Флоренс в том, что она слишком дружелюбна к русским, хотя на их руках кровь её отца. Фредди припоминает Флоренс, что она из Будапешта, который был разрушен советами в 1956 («Будапешт, 1956»). Флоренс остается одна, пытается разобраться в своих чувствах и решает, что настало время двигаться дальше одной («Каждый сам за себя»).
В таверне, где назначена встреча, пьют и веселятся местные жители («Der Kleine Fanz»). Фредди не приходит. Флоренс и Анатолий готовы поверить, что каждый не плетёт козни против другого и между ними возникает взаимная симпатия («Дуэт в горах»). Всё-таки пришедший с опозданием Фредди обвиняет их в сговоре и рассказывает, что он выторговал более выгодные условия для продолжения матча (речь о деньгах).
Шахматый матч продолжается. Фредди почти проиграл турнир и обвиняет в этом Флоренс. Та уходит от него, не в силах больше выносить их мучительные отношения («Уход Флоренс»). Фредди добровольно уступает титул чемпиона Сергиевскому и завершает шахматную карьеру («Как же мне жаль. Фрагмент»). Вместе с тем новый чемпион мира Анатолий Сергиевский без предупреждения покидает советскую делегацию и просит политического убежища на Западе.
Жена русского шахматиста, Светлана, узнает из телевизионных новостей, что Анатолий победил и решил не возвращаться в Советский Союз. Она пытается осознать произошедшее и корит себя за то, что посвятила всю жизнь одному человеку («Это было не со мной»). Сергиевский оформляет документы в посольстве Великобритании. Сотрудники посольства бурчат, что невозвращенцев развелось слишком много и это добавляет им работы («Посольство»). Узнав о том, что Сергиевский чемпион мира по шахматам, клерки одобряют ему въезд в Соединённое Королевство, куда они с Флоренс отправляются уже как пара. Журналисты спрашивают, почему Анатолий предал родную страну — тот отвечает, что это не правда, и говорит, что его Родина навсегда в его сердце («Гимн»).

#### Акт 2
Год спустя чемпионат мира по шахматам проходит в Бангкоке. Фредди Трампер наслаждается свободой ночного Бангкока («Одна ночь в Бангкоке»). Теперь Фредди — не игрок, а журналист и спортивный комментатор, который освещает турнир. Анатолий представляет уже Великобританию и борется за шахматную корону с новым советским чемпионом Леонидом Вигандом. Сергиевский и Флоренс обсуждают предстоящее интервью Сергиевского, которое тот должен дать Фредди согласно контракту. Флоренс просит отказаться от интервью, однако Анатолий её не слушает. Сергиевский признаётся Флоренс в любви. Оставшись одна, Флоренс взвывает к небу с просьбой о помощи в её отношениях с Анатолием («Небо, дай мне сил»).
Представители советской делегации во главе с Молоковым прослушивают гостиничный номер Анатолия. Молоков звонит Фредди и договаривается, что тот подстроит встречу Сергиевского с его женой, Светланой, которую специально привезли в Бангкок, чтобы шантажировать Сергиевского. Молоков и члены советской делегации уверены в победе Виганда, который занят только игрой в шахматы, эмоционально стабилен и даже отказывается от водки («Советская машина»).
Фредди берёт у Анатолия интервью, которое проходит в формате ток-шоу в прямом эфире («Интервью»). Неожиданно в студии появляется Светлана и Анатолий уходит, отказываясь продолжать интервью, после чего ссорится с Флоренс, которая не хотела, чтобы Сергиевский шёл на интервью («Ссора»). Флоренс и Светлана понимают, что между ними не такая уж и большая пропасть. Каждая со своей позиции рассуждает о том, что Анатолия не переделать под себя и главным в жизни для него всегда останется одно — шахматы («Я знаю его»).
Молоков угрожает Светлане «плохими временами» для неё и сына, если она не убедит Сергиевского проиграть Виганду. Фредди пытается добиться того же от Флоренс, обещая ей встречу с отцом («Сделка»). Он рассказывает о том, что Молоков отпустит из тюрьмы выжившего в 1956-м отца Флоренс, если Сергиевский проиграет чемпионат. Флоренс не верит в то, что её отец жив. Анатолий отказывается от сделки — игра для него превыше всего. Фредди обращает внимание Анатолия на слабое место в игре Виганда, так как восхищён верностью Сергиевского шахматам. Оставшись один, Фредди размышляет о том, что причина его неустроенности в жизни, жажды признания и такого бесславного финала кроется в нелёгком детстве, в котором единственным утешением были шахматы («Как же мне жаль»).
Уверенные в том, что сделка состоялась, свидетели заключительной партии ждут поражения Анатолия, и считают, что все вокруг лишь пешки в чужой игре. Однако Анатолий выигрывает финальный матч у Виганда («Финальный поединок»).
В аэропорту пассажиры ожидают посадки на рейс. Флоренс встречает Сергиевского, где тот готовится улететь в Союз. Выясняется, что все же сделка была, но другая: сохранив чемпионский титул, Анатолий пообещал Молокову вернуться в СССР в обмен на то, что Флоренс сможет встретиться со своим отцом. Анатолий и Флоренс расстаются, принося в жертву главное, что у них есть — любовь. («Ты и я»). Арбитр и ансамбль рассказывают историю появления шахмат — игры, которая появилась на фоне битвы за престол двух братьев, индийских принцев («Эпилог. История шахмат»). Анатолий и вся советская делегация улетают, Флоренс остается в аэропорту.

## Песни
Акт I
- Prologue — Увертюра
- Merano — Мерано
- Commie Newspapers — Коммунистические газеты
- Press Conference — Журналисты
- Anatoly and Molokov — Разговор в отеле Мерано
- Where I Want to Be — Там, куда хотел попасть
- Diplomats — Дипломаты
- The Arbiter — Арбитр
- Hymn to Chess — Гимн шахматам
- The Merchandisers
- Chess #1 — Первая партия
- The Arbiter (reprise) — Арбитр (реприза)
- Quartet (A Model of Decorum and Tranquillity) — Квартет «Образец этикета»
- 1956 — Budapest is Rising — Будапешт, 1956
- Florence and Molokov
- Nobody’s Side — Каждый сам за себя
- Der Kleine Franz — Der Kleine Franz
- Mountain Duet — Горный дуэт
- Chess #2 — Вторая партия
- Florence Quits — Уход Флоренс
- Pity The Child (fragment) — Как же мне жаль (фрагмент)
- Someone Else’s Story — Это было не со мной
- Embassy Lament — Посольство
- Anatoly and the Press
- Anthem — Гимн

Акт II
- Golden Bangkok — Золотой Бангкок
- One Night in Bangkok — Одна ночь в Бангкоке
- One More Opponent
- Heaven Help My Heart — Небо, дай мне сил
- The Soviet Machine — Советская машина
- The Interview — Интервью
- Argument — Ссора
- I Know Him so Well — Я знаю его
- The Deal (No Deal) — Сделка
- Talking Chess
- Pity the Child — Как же мне жаль
- Endgame — Финальный поединок
- You and I — Ты и я
- The Story of Chess — История шахмат
- You and I (reprise) — Эпилог
- Finale

## «Шахматы» в России
В 2019 году компания Дмитрия Богачева «Бродвей Москва» объявила о планах постановки мюзикла «Шахматы» в России. Согласно первоначальным намерениям, премьера должна была пройти в Новосибирском театре НОВАТ в мае 2019 года, после чего — после месяца в Новосибирске — постановка должна была быть на год перенесена в Москву, на сцену театра МДМ. Но эти планы сорвались, и «Шахматы» открылись в Москве предпремьерными показами 11 октября 2020 года. Премьера состоялась 17 октября 2020 года. Спектакль планировался играть 6-8 раз в неделю на протяжении всего сезона 2020/2021, должно быть сыграно несколько сотен спектаклей. 16 октября 2022 года прошло последнее представление. Это был без малого 600-й спектакль, установивший рекорд проката со времён первого представления в Лондоне в 1986 году!
Русская версия основывается на британской постановке мюзикла, при этом возвращаясь к порядку номеров из оригинального концепт-альбома. По сравнению с ней, в русской постановке отсутствует персонаж Уолтера и треки «Florence and Molokov», «Anatoly and the Press», «One More Opponent», «Talking Chess», «Finale». Песня «Merchandisers» с 7 апреля 2021 года звучит в фойе театра во время антракта в исполнении сотрудников службы зала театра, продающих сувениры и другую продукцию. Действие пролога происходит в Москве, как и в шведской версии мюзикла. На сцене играются реальные шахматные партии: Карпов—Корчной (1978), Спасский—Фишер (1972) в Акте I и современная Карякин—Каруана (2016) в Акте II.
В декабре 1991 года поп опера была поставлена в Эстонии. Роль русского шахматиста Анатолия Сергиевского исполнил Як Йола.

### Творческая команда
- Продюсер — Дмитрий Богачев
- Режиссёр — Евгений Писарев, ранее ставивший в сотрудничестве с Дмитрием Богачевым мюзикл «Звуки музыки»
- Автор перевода мюзикла на русский язык — Алексей Иващенко
- Художник-постановщик — Николай Симонов
- Художник по свету — Александр Сиваев
- Хореограф-постановщик — Ирина Кашуба
- Оригинальная оркестровка и аранжировка — Андерс Эльяс
- Художник по костюмам — Мария Данилова
- Звуковое оформление — Ричард Брукер
- Музыкальный супервизор — Джон Ригби
- Музыкальный руководитель, дирижёр — Евгений Загот
- Ассистент режиссёра — Дарья Борисова
- Режиссёр-репетитор — Анна Шевчук

### Актёрский состав
| Роль                                      | Основной состав | Дублирующий состав |
| ----------------------------------------- | --- | --- |
| Анатолий Сергиевский, советский шахматист | Александр Суханов, Кирилл Гордеев | Ростислав Колпаков (сезон 2020—2021), Станислав Беляев |
| Фредди Трампер, американский шахматист    | Александр Бобров, Александр Казьмин | Роман Графов |
| Флоренс Васси, секундант Фредди           | Анастасия Стоцкая, Ольга Беляева, Юлия Ива, Юлия Чуракова | |
| Светлана, жена Сергиевского               | Анна Гученкова, Юлия Ива | Елена Кобахидзе (Назарова) |
| Арбитр                                    | Станислав Беляев, Денис Дэмкив | Андрей Фёдоров, Евгений Кириллин |
| Молоков                                   | Александр Маракулин, Александр Матросов, Андрей Школдыченко | |
| Поп-хор                                   | Эльмира Диваева, Евгений Кириллин, Татьяна Лопырёва, Ирина Потехина, Ирина Сатюкова, | Иван Коряковский, Галина Шиманская |
| Ансамбль                                  | Карина Адегамова, Алексей Бобров, Александр Бочаров, Константин Барышников, Артём Быков, Эльмира Диваева, Анастасия Дорохова, Елена Кобахидзе (Назарова), Евгений Кириллин, Владимир Козлов, Иван Коряковский, Денис Крюков, Александр Космачёв, Екатерина Лисоченко, Татьяна Лопырёва, Ирина Потехина, Галина Никитина, Ирина Сатюкова, Евгений Скочин, Василий Черненков, Андрей Фёдоров, Галина Шиманская, Роман Графов, Ростислав Колпаков, Кристина Кузнецова | Карина Адегамова, Алексей Бобров, Александр Бочаров, Константин Барышников, Артём Быков, Эльмира Диваева, Анастасия Дорохова, Елена Кобахидзе (Назарова), Евгений Кириллин, Владимир Козлов, Иван Коряковский, Денис Крюков, Александр Космачёв, Екатерина Лисоченко, Татьяна Лопырёва, Ирина Потехина, Галина Никитина, Ирина Сатюкова, Евгений Скочин, Василий Черненков, Андрей Фёдоров, Галина Шиманская, Роман Графов, Ростислав Колпаков, Кристина Кузнецова |
| Свинги                                    | Артём Быков, Анастасия Дорохова, Галина Никитина, Евгений Скочин, Василий Черненков, Павел Томниковский, Валерия Соколова | Артём Быков, Анастасия Дорохова, Галина Никитина, Евгений Скочин, Василий Черненков, Павел Томниковский, Валерия Соколова |
| Ванечка (сын Анатолия Сергиевского)       | Александр Абгарян, Филипп Беляев, Матвей Барткайтис, Владислав Бобров, Никита Загот, Илья Крылов, Глеб Ушуллу | |

## Премии и номинации

### Оригинальная постановка Вест-Энда
| Год  | Премия                | Категория                     | Номинация     | Результат |
| ---- | --------------------- | ----------------------------- | ------------- | --------- |
| 1986 | Премия Лоренса Оливье | Лучший новый мюзикл           |               | Номинация |
| 1986 | Премия Лоренса Оливье | Лучшая женская роль в мюзикле | Elaine Paige  | Номинация |
| 1986 | Премия Лоренса Оливье | Лучшая мужская роль в мюзикле | Tommy Körberg | Номинация |

### Оригинальная постановка Бродвея
| Год  | Премия              | Категория                                | Номинация                       | Результат |
| ---- | ------------------- | ---------------------------------------- | ------------------------------- | --------- |
| 1988 | Премия "Тони"       | Лучшая мужская роль в мюзикле            | David Carroll                   | Номинация |
| 1988 | Премия "Тони"       | Лучшая женская роль в мюзикле            | Judy Kuhn                       | Номинация |
| 1988 | Drama Desk          | Выдающийся актер в мюзикле               | David Carroll                   | Номинация |
| 1988 | Drama Desk          | Выдающаяся актриса в мюзикле             | Judy Kuhn                       | Номинация |
| 1988 | Drama Desk          | Выдающийся актёр второго плана в мюзикле | Harry Goz                       | Номинация |
| 1988 | Drama Desk          | Выдающаяся музыка                        | Бьорн Ульвеус и Бенни Андерссон | Номинация |
| 1988 | Drama Desk          | Выдающийся световой дизайн               | David Hersey                    | Номинация |
| 1988 | Theatre World Award | Theatre World Award                      | Philip Casnoff                  | Победа    |

### Оригинальная постановка Москвы
| Год  | Премия                       | Категория                           | Номинация                             | Результат |
| ---- | ---------------------------- | ----------------------------------- | ------------------------------------- | --------- |
| 2021 | Премия фестиваля мюзикла «Х» | Лучший мюзикл                       | Лучший мюзикл                         | Победа    |
| 2022 | «Золотая маска»              | Лучший мюзикл                       | Лучший мюзикл                         | Победа    |
| 2022 | «Золотая маска»              | Лучшая работа дирижёра              | Евгений Загот                         | Победа    |
| 2022 | «Золотая маска»              | Лучшая работа режиссёра             | Евгений Писарев                       | Номинация |
| 2022 | «Золотая маска»              | Лучшая женская роль                 | Анастасия Стоцкая (Флоренс Васси)     | Победа    |
| 2022 | «Золотая маска»              | Лучшая мужская роль                 | Кирилл Гордеев (Анатолий Сергиевский) | Номинация |
| 2022 | «Золотая маска»              | Лучшая роль второго плана           | Александр Бобров (Фредди Трампер)     | Победа    |
| 2022 | «Золотая маска»              | Лучшая роль второго плана           | Юлия Ива (Светлана)                   | Номинация |
| 2022 | «Золотая маска»              | Лучшая роль второго плана           | Александр Маракулин (Молоков)         | Номинация |
| 2022 | «Золотая маска»              | Лучшая работа художника             | Николай Симонов                       | Номинация |
| 2022 | «Золотая маска»              | Лучшая работа художника по костюмам | Мария Данилова                        | Номинация |
| 2022 | «Золотая маска»              | Лучшая работа художника по свету    | Александр Сиваев                      | Номинация |